# Fiumara di Brattirò (Valle Ruffa)
Fiumara di Brattirò (Valle Ruffa) este o arie protejată (arie specială de conservare — SAC, sit de importanță comunitară — SCI) din Italia întinsă pe o suprafață de 963 ha, integral pe uscat.

## Localizare
Centrul sitului Fiumara di Brattirò (Valle Ruffa) este situat la coordonatele 38°38′12″N 15°54′09″E / 38.636667°N 15.9025°E.

## Înființare
Situl Fiumara di Brattirò (Valle Ruffa) a fost declarat sit de importanță comunitară în septembrie 1995 pentru a proteja 1 specie de plante și 7 specii de animale. Situl a fost protejat și ca arie specială de conservare în iunie 2017.

## Biodiversitate
Situată în ecoregiunea mediteraneană, aria protejată conține 9 habitate naturale: Izvoare petrifiante cu formare de travertin (Cratoneurion), Tufărișuri termo-mediteraneene și de pre-deșert, Păduri de Castanea sativa, Pseudostepă cu ierburi și specii anuale de Thero-Brachypodietea, Galerii de Salix alba și de Populus alba, Păduri pe pante, grohotișuri și ravene de Tilio-Acerion, Păduri de Quercus ilex și Quercus rotundifolia, Matorral arborescenți cu Laurus nobilis, Păduri de stejar alb estice.
La baza desemnării sitului se află mai multe specii protejate:
- plante (1): Woodwardia radicans
- păsări (5): caprimulg (Caprimulgus europaeus), șoim călător (Falco peregrinus), sfrâncioc roșiatic (Lanius collurio), viespar (Pernis apivorus), turturică (Streptopelia turtur)
- amfibieni (1): Salamandrina terdigitata
- nevertebrate (1): Coenagrion mercuriale

Pe lângă speciile protejate, pe teritoriul sitului au mai fost identificate 8 specii de plante.